# 黄氏宗祠 (企石镇)
黄氏宗祠，位于中国广东省东莞市企石镇江边村，为东莞市的一个市、县级文物保护单位，类型为古建筑，公布时间为1993年6月22日。
黄氏宗祠的历史年代为明代。